# 馮英 (明朝)
馮英（1576年—？），字美中，號鍾華，直隶真定府宁晋县民籍，明朝政治人物。

## 生平
万历二十八年（1600年）辛卯科順天府乡试举人，登三十五年（1607年）丁未科进士，都察院觀政，八月授南郑知县，三十八年调泰兴县，四十二年考選，四十七年授陕西道御史，苏松巡按。天启二年九月監武场试，又巡按陕西，督理茶马，三年升太僕寺少卿，四年丁憂。崇祯元年除光禄寺正卿，三年升南京刑部侍郎，四年升北刑部右侍郎。七年升刑部尚书，十年因郑鄤案忤首辅温体仁，坐擅改罪，遣戍山西代州衛。

## 家族
曾祖馮廷瑞，壽官。祖父馮一言，州吏目。父馮雲鶴。母张氏。具庆下。弟藴、荐、藻、藩。